# Banco Espírito Santo
El Banco Espírito Santo va ser una entitat bancària privada portuguesa.
L'agost de 2014 el Banc de Portugal va anunciar un rescat d'aquesta empresa per valor de 4.900 milions d'euros. L'entitat va ser dividida en dues: els actius tòxics van passar a un banc dolent amb l'estructura de l'antic BES, mentre que es va crear una nova institució — Novo Banco— per quedar-se amb la clientela, dipòsits i crèdits de qualitat del grup.

## Història
Els orígens del Banc Espírito Santo es remunten al comerç de loteria, canvi de divises i de valors exercit per José Maria do Espírito Santo Silva entre 1869 i 1884. Les primeres referències que aquest “patriarca de la principal dinastia de banquers portuguesos” va realitzar, pel seu propi compte, van ser la compra i venda de loteries, juntament amb la transacció de títols de crèdit nacionals i internacionals, a la seva “Casa de Canvi”, situada a la Calçada dos Paulistas, a Lisboa. Des d'aquesta data fins a 1920, es van succeir diferents entitats bancàries, com Beirão, Silva, Pinto & Cª (1884-1887), Silva, Beirão, Pinto & Cª (1887-1911), J. M. Espírito Santo Silva (1911-1915) i J. M. Espírito Santo Silva & Cª. (1915).
El 1915, després de la mort de José Maria do Espírito Santo i Silva, aquestes empreses van ser dissoltes pels seus hereus, que van fundar la Casa Bancária Espírito Santo Silva & Cª, la qual va ser transformada en societat anònima el 1920 amb el nom de Banc Espírito Santo, aconseguint en aquesta dècada la consolidació de la seva posició en la banca nacional, després de l'obertura de diferents sucursals pel país i d'un renovat model de gestió.
El 1937 el banc va reforçar la seva posició en la banca comercial a través de la fusió amb del Banc Comercial de Lisboa originant el Banc Espírito Santo i Comercial de Lisboa (BESCL), que canvià el 1999 novament la seva designació comercial per la de BES.
Fins a mitjans de 1970 el BESCL va reforçar la seva participació en l'àrea internacional amb adquisicions, participacions i creant bancs a països com els EE.UU., Angola, Regne Unit entre d'altres. En virtut d'un Decret-Llei de 1975 el banc va ser nacionalitzat prohibint a la família Espírito Santo el desenvolupament de les seves activitats a Portugal. En aquesta situació la família va tractar de refer els seus negocis financers a l'exterior, en països com Brasil, Suïssa, França i EUA, esforços que culminaren el 1975 amb la creació de l'Espírito Santo International Holding amb seu a Luxemburg, societat que el 1984 va donar origen a un nou Grup per a l'àrea financera, l'Espírito Santo Financial Group (ESFG). Després de la reobertura de l'activitat bancària a la iniciativa privada a Portugal, en 1986, el retorn a Portugal es va iniciar amb la participació —conjuntament amb Crédit Agricole i un nucli dur d'empresaris portuguesos— en la creació del Banc Internacional de Crèdit (BIC) constituint en aquest mateix any Espírito Santo Sociedade d'Investimentos (ESSI) amb la participació del banc suís UBS i del banc luxemburguès KBL.
El 1990 altre cop amb Crédit Agricole, el Grup Espirito Santo va comprar la Companyia d'Assegurances Tranquilidade (on des de 1935 la família ES mantenia una participació). El 1991 va assumir el control del Banc Espírito Santo creant un holding entre l'Espirito Santo Finantial Group i el banc francès Crédit Agricole, el BESPAR controlava el 67% i el banc francès el 32%. La nova societat conjunta passa a tenir el 42% del Banc Espirito Santo constituint-se com el seu principal accionista, sent altres accionistes de referència el mateix Crédit Agricole (8,8%), la Companyia d'Assegurances Tranquilidade Vida (6,14%) i el Banc Bradesco (3%), entre d'altres, trobant-se el cabal restant cotitzant en l'índex Euronext i amb un capital social de l'entitat valorat en uns 3.499.999.998,00 euros.
El 1992 el BES va passar a operar al mercat espanyol, on va crear el Banc Espírito Santo España (BESSA), i va continuar la seva expansió el 1995 creant a Àsia el Banco Espírito Santo do Orienti (BESOR).
En relació al Banc Espírito Santo d'Investimento (BESI), va ser creat a través de la transformació a banc d'ESSI en l'any 1993, actuant principalment a l'àrea de banca d'inversió.
Quant a l'Espírito Santo Activos Financeiros, SGPS (ESAF SGPS), es va constituir en 1992 com un Grup de societats gestores de fons d'inversió immobiliari, i de pensions del Grup BES, com a societats d'assessoria financera, o de gestió i distribució de fons.
A escala internacional el 2000 les inversions a Espanya van ser consolidades a través de la integració de les activitats de les societats Benito i Monjardin i de GES Capital en les activitats del BESSA, BESI i d'ESAF, separant així el negoci de la banca d'inversió del de la banca comercial. A Brasil va establir un encreuament de participacions amb el banc brasiler Bradesco, pel qual aquest va adquirir el 3,25% del BES, que al seu torn tenia prop del 3% del capital del banc brasiler. A França el BES va augmentar la seva participació del 21% al 40% a BES Vénetié en l'any 2002 reforçant d'aquesta manera la seva posició a París. El 22 de gener de 2012 va obrir la seva primera oficina a Caracas, Veneçuela.
Pel que fa a les aliances, destaca la participació amb PT (accionista del BES amb l'1,4% del capital) que va permetre la creació en 2001 del Banc Best, el qual consisteix en una plataforma electrònica d'operacions per a la gestió d'actius financers.
El Grup Espírito Santo estava constituït per una sèrie d'empreses a l'àrea del crèdit al consum, leasing, factoring, assegurances i per societats de serveis auxiliars i d'outsourcing.

## Accionariat
| Accionista                                 | Vot    | Capital | Societat             | Capital | Control |
| ------------------------------------------ | ------ | ------- | -------------------- | ------- | ------- |
| Espirito Santo Financial Group             | 40%    | 26,96%  | BESPAR               | 40%     | 67,4%   |
| Credit Agricole                            | 10,81% | 23,85%  | -                    | 10,81%  | -       |
| Credit Agricole                            | 10,81% | 23,85%  | BESPAR               | 40%     | 32,6%   |
| Banco Bradesco                             | 6,05%  |         | Bradport, SGPS, S.A. |         |         |
| Silchester International Investors Limited | 5,41%  |         |                      |         |         |
| Portugal Telecom                           | 2,62%  |         |                      |         |         |